# Stadio Lluís Sitjar
Lo Stadio Lluís Sitjar (in spagnolo Estadio Lluís Sitjar) è stato uno stadio di calcio situato a Palma di Maiorca, in Spagna. È stato sostituito dall'attuale Stadio de Son Moix nel 1999.